# Семенюк, Юрий Иванович
Юрий Иванович Семенюк (1922—2006) — советский и российский художник-живописец. Член Союза художников СССР (1954). Заслуженный художник РСФСР (1978). Народный художник РСФСР (1982).

## Биография
Родился 24 марта 1922 года в селе Завалино Владимирской губернии (ныне — в Кольчугинском районе Владимирской области).
С 1938 по 1941 годы обучался в Ярославском художественном училище, его учителями были такие художники-педагоги как П. С. Опарин и Ю. М. Дружинина.
С 1941 года призван в ряды РККА и после прохождения кратковременных курсов в Подольском артиллерийском училище в звании лейтенанта участвовал в Великой Отечественной войне. В качестве командира взвода и в последующем — командира дивизиона истребительно-противотанковой артиллерии Ю. И. Семенюк принимал участие в Сталинградской битве, в 1943 году участвовал в Курской стратегической операции, с 1944 года в — Корсунь-Шевченковской операции и Ясско-Кишиневской операции. Освобождал такие страны как Бессарабия, Румыния, Венгрия и Чехословакия, в которой для него война и закончилась. В 1946 году был демобилизован из рядов Красной армии.
С 1946 года Ю. И. Семенюк работал художником в Ярославском отделении Художественного фонда РСФСР. Участник областных, республиканских, всесоюзных и зарубежных выставок. С 1967 по 1996 год Ю. И. Семенюк проводил свои персональные выставки в таких городах как Москва, Ленинград, Ярославль, Рыбинск, Данилов и Юрьев-Польский. За участие в выставках удостаивался дипломов: в 1955, 1980 и в 1985 годах — Министерства культуры РСФСР, в 1967 году — Совета Министров РСФСР, в 1980, 1985, 1993, 1994 и в 1999 годах — Союза художников РСФСР и Союза художников России.
Ю. И. Семенюк был автором многочисленных художественных работ, в том числе таких как: 1967 год — «Строительство Волжского моста», 1974 год — «Былое Руси Северной», 1975 год — «Сегодня в России праздник», 1990 год — «Сказ о русской берёзе» и серия «По северной Руси».
С 1954 года Ю. И. Семенюк является членом Союза художников СССР. С 1958 по 1961 и с 1978 по 1982 год Ю. И. Семенюк был председателем Правления Ярославского отделения Союза художников РСФСР. С 1960 по 1993 год — член Правления и с 1981 по 1987 годы — секретарь Правления Союза художников РСФСР, с 1977 по 1983 и с 1988 по 1992 год — член Правления Союза художников СССР.
В 1978 году Указом Президиума Верховного Совета РСФСР Ю. И. Семенюку было присвоено почётное звание Заслуженный художник РСФСР, в 1982 году — Народный художник РСФСР.
Умер 18 июля 2006 года в Ярославле.

## Награды
- Орден Дружбы народов (1986)
- Орден Отечественной войны II степени (09.09.1944)
- Орден Отечественной войны II степени (6.04.1985)
- Орден Красной Звезды (20.08.1945)
- Медаль «За отвагу» (10.11.1943)
- Медаль «За победу над Германией в Великой Отечественной войне 1941—1945 гг.»

### Звания
- Народный художник РСФСР (1982 — «за большие заслуги в области искусства»)
- Заслуженный художник РСФСР (1978)